# مونا جرانت
مونا جرانت (بالإنجليزية: Mona Guerrant)‏ هي لاعبة كرة مضرب أمريكية محترفة سابقة، امتدت مسيرتها من سنة 1971 إلى 1980. كما أنها إحدى بطلات الجراند سلام. حصلت على المركز 11 في التصنيف العالمي في فئة الفردي سنة 1976.

## روابط خارجية
- مونا جرانت على موقع رابطة محترفات التنس (الإنجليزية)
- مونا جرانت على موقع الاتحاد الدولي لكرة المضرب (الإنجليزية)
- مونا جرانت على موقع خلاصة التنس.كوم (الإنجليزية)
- مونا جرانت على موقع قاعة آيوا للمشاهير الرياضية (الإنجليزية)